# Jemen az olimpiai játékokon
Jemen először 1992-ben szerepelt az olimpiai játékokon, azóta minden nyári olimpián részt vett, de a téli játékokra eddig nem küldött sportolókat.
A Jemeni Olimpiai Bizottság 1971-ben alakult meg, a NOB 1981-ben vette fel tagjai közé. Észak- és Dél-Jemen egyesülését megelőzően a két állam külön, más-más lobogó alatt versenyzett. Észak-Jemen 1984-ben és 1988-ban, míg Dél-Jemen csak 1988-ban szerepelt az olimpiai játékokon. Jemen olimpiai története alatt még egyetlen érmet sem nyert.